# Червино
Червѝно (на италиански: Cervino; на неаполитански: Cervin', Червинъ) е градче и община в Южна Италия, провинция Казерта, регион Кампания. Разположено е на 140 m надморска височина. Населението на общината е 5062 души (към 2010 г.).